# エンティティ・リンキング
エンティティ・リンキング（英: entity linking、named entity linking、entity disambiguation）は、テキスト中のエンティティ名をWikipedia等の知識ベース上のエントリに結びつける自然言語処理のタスクである。例えば、ワシントンというエンティティ名は、地名（ワシントン州、ワシントンD.C.）や、人名（ジョージ・ワシントン、デンゼル・ワシントン）等を示す可能性がある。しかし、"ワシントンはアメリカにある州の一つである"という文の場合は、ワシントン州を指すことは明らかである。エンティティ・リンキングは、テキストからのエンティティ名の抽出だけでなく、知識ベースに結びつけることで、エンティティの曖昧性の解消までを行うため、固有表現抽出とは異なるタスクである。

## 概要
エンティティ ・リンキング (Entity Linking) とは、テキスト中に出現する対象語（人名、地名、企業名など）を、知識ベース内の一意のエンティティに対応付ける処理である。これらの対象語は固有表現とも呼ばれる。対象となる知識ベースは用途によって異なるが、汎用的な自然言語処理のシステムでは、 Wikidata や DBpediaといったWikipedia に由来する知識ベースがよく用いられる 。この場合、Wikipediaの各ページが1つのエンティティとみなされる。Wikipedia上のエンティティに固有表現を対応付ける技術は、ウィキフィケーションとも呼ばれる。
例えば「東京は日本の首都だ」という文章では、エンティティリンキングの出力として東京と日本が期待される。これらは知識ベースにおける一意の識別子 (Uniform Resource Identifier, URI) として表現できる。知識ベースによってURIは異なる場合があるが、Wikipediaをもとにした知識ベースでは1対1対応のマッピングが存在する。
知識ベースは多くの場合、人手で構築されるが、コーパスが豊富に存在する場合は、学習データセットから自動的に推定されることもある。
エンティティリンキングは、Web上の膨大かつノイズの多い生データに注釈を付けるための重要な処理であり、セマンティック・ウェブの実現に貢献する。 

### 応用
エンティティ・リンキングは、テキストから抽象的な意味を抽出する必要がある分野、たとえばテキスト分析、レコメンダシステム、セマンティック検索、チャットボットなどで広く利用されている。
たとえば「日本の首都」についての文書を検索したい場合を考える。エンティティ・リンキングを行わない単純な文字列検索では、「東京」という語を含む文書を見つけられない偽陰性の可能性がある。逆に、「日本」という語だけを含む無関係な文書がヒットしてしまう偽陽性のリスクもある。
他の手法として、潜在意味解析（LSA）や word2vec などでも類似文書検索は可能だが、エンティティ・リンキングのように高精度で意味的に対応する情報を得るには不十分である。たとえば「東京」に関する Wikipedia のインフォボックスのような構造化情報を取得することは難しい。
エンティティリンキングは、情報検索 や 電子図書館 において検索性能を高める手法としても使われており、セマンティック検索にも不可欠な構成要素とされている。

### 課題
エンティティ・リンキングには、いくつかの課題が存在する。
- 表記ゆれ: 同じエンティティが複数の表記で現れることがある（例：「ニューヨーク」、「New York」、「NY」、「Big Apple」）。

- 曖昧性: 同一の表現が複数の異なるエンティティを指すことがある（例：「山口」は都市か人物か不明）。

- 欠落: 知識ベースに存在しないエンティティに遭遇する場合がある。

- スケーラビリティと速度: 実用的なシステムでは、リアルタイムでの処理能力が求められる。Wikipedia には900万以上のエンティティと1億7千万以上のリレーションがあるとされる[15]。

- 情報の更新性: 新たに登場するエンティティに迅速に対応する必要がある[16]。

- 多言語対応: 複数言語の入力に対応するため、言語によらない識別精度が求められる[17]。

### 関連する概念
エンティティリンキングは以下のような概念と関係が深い：
- 固有表現抽出: 非構造テキストから人名、地名、組織名などの固有表現を検出・分類する手法。エンティティ・リンキングの前処理として利用されることが多い。
- 固有表現の曖昧性解消: エンティティ・リンキングとほぼ同義だが、固有表現を「既に知識ベースに存在するエンティティ」に統一する[18][19][20]。

- ウィキフィケーション: Wikipediaのエンティティにリンクする処理。英語版Wikipediaに限定される場合もある。

- 名寄せ (Record linkage): 異なるデータソースに存在する同一エンティティを同定する処理で、エンティティ・リンキングより広義。